# Corps de Heinz

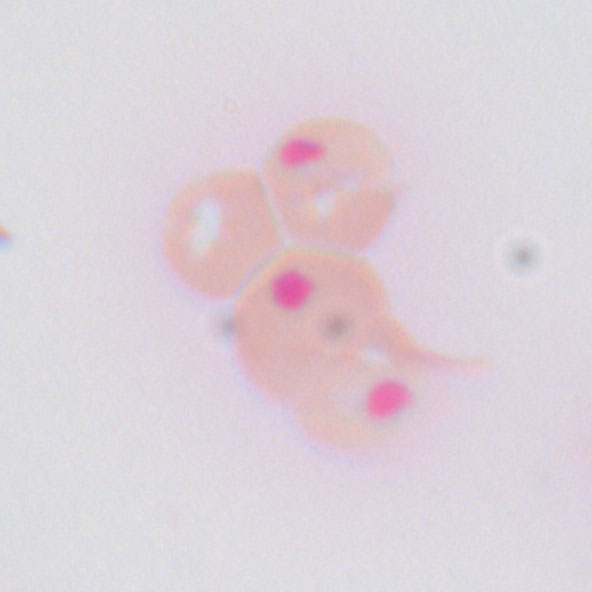
Tache de sang de félin montrant des corps de Heinz

Mis en évidence par des colorants vitaux basophiles, les corps de Heinz correspondent à de l'hémoglobine (Hb) précipitée (chaînes bêta sans hème) visibles sous la forme d'une petite protubérance qui déforme le globule rouge. Ils se forment dans les agressions oxydatives de l'Hb et accompagnent souvent la formation de méthémoglobine. Ils sont caractéristiques également des hémoglobines anormales dites « instables » (Köln, Baltimore, etc.). Leur formation peut être provoquée in vitro par la phénylhydrazine.